# Rubus insericatus
Rubus insericatus är en rosväxtart som beskrevs av P. J. Müll. och Wirtgen. Rubus insericatus ingår i släktet rubusar, och familjen rosväxter. Inga underarter finns listade i Catalogue of Life.